# 伊藤明子
伊藤 明子（いとう あきこ、1962年〈昭和37年〉2月28日 - ）は、日本の建設・国土交通技官。国土交通省住宅局長を経て、消費者庁長官を務めた。

## 経歴
島根県出身で和歌山県立桐蔭高等学校（第32期）を経て、京都大学工学部建築学科を卒業。国家公務員採用上級甲種試験(建築)に合格し、1984年建設省に入省。
国土交通省初の女性の局長として住宅局長を務めた。その後和泉洋人内閣総理大臣補佐官から引っ張られ、稲山博司内閣官房まち・ひと・しごと創生本部事務局地方創生総括官に総括官補として仕え、稲山の退官に合わせ三代連続の女性での消費者庁長官に着任。
消費者庁長官在任中の2020年5月、同居する父が新型コロナウイルスに感染したため、2週間に渡り中央省庁トップとして初めて在宅勤務を行った。
2022年公益財団法人住宅リフォーム·紛争処理支援センター顧問。2023年まち·ひと·しごと研究所代表取締役、伊藤忠商事取締役。2024年キヤノン取締役就任 (同社初の女性取締役) 。

## 年譜
出典
- 1984年
  - 03月：京都大学工学部建築学科卒業
  - 04月：建設省入省
- 1991年09月：宝塚市企画調整部参事（特命担当）
- 1992年04月：宝塚市企画部参事（特命担当）
- 1993年04月：宝塚市参事（まちづくり推進担当）
- 1994年07月：建設省都市局都市計画課長補佐
- 1995年07月：建設省住宅局住宅整備課長補佐
- 1996年04月：建設省住宅局市街地建築課長補佐
- 1999年07月：建設省大臣官房人事課長補佐兼大臣官房監察官
- 2000年07月：建設省住宅局住宅整備課企画専門官
- 2001年01月：国土交通省住宅局住宅生産課企画専門官
- 2001年04月：国土交通省住宅局建築指導課企画専門官
- 2003年04月：国土交通省住宅局住宅総合整備課高齢者住宅整備対策官
- 2004年07月：国土交通省住宅局住宅総合整備課公共住宅事業調整官
- 2006年07月：国土交通省住宅局住宅生産課建築生産技術企画官
- 2007年07月：国土交通省住宅局市街地建築課市街地住宅整備室長
- 2010年08月：国土交通省住宅局住宅総合整備課長
- 2012年09月：国土交通省住宅局住宅生産課長
- 2014年07月：内閣官房内閣審議官（内閣官房副長官補付）兼内閣官房まち・ひと・しごと創生本部設立準備室次長（～2014年9月）
- 2014年09月：内閣官房まち・ひと・しごと創生本部事務局次長（～2016年6月）
- 2016年06月21日：国土交通省大臣官房審議官 （住宅局担当）[10]
- 2017年07月07日：国土交通省住宅局長[11][12][13]
- 2018年07月27日：内閣官房内閣審議官（内閣官房副長官補付）[14]・まち・ひと・しごと創生本部事務局地方創生総括官補・内閣府本府地方創生推進室次長[15][16]
- 2019年07月09日 -消費者庁長官[15]
- 2022年07月01日 -消費者庁長官退任
- 2022年10月 - 公益財団法人住宅リフォーム·紛争処理支援センター顧問
- 2023年03月 - まち·ひと·しごと研究所設立、代表取締役就任
- 2023年06月 - 伊藤忠商事取締役就任
- 2024年03月 - キヤノン取締役就任
- 2024年05月　- WECARS取締役就任